# Cetoconcha smithii
Cetoconcha smithii är en musselart som beskrevs av Dall 1908. Cetoconcha smithii ingår i släktet Cetoconcha och familjen Poromyidae. Inga underarter finns listade i Catalogue of Life.